# The Playboy of the Western World (filme)
The Playboy of the Western World é um filme de comédia dos Estados Unidos dirigido por Brian Desmond Hurst e lançado em 1962.